# New Thought
Phong trào New Thought (Tư tưởng Mới) là một trào lưu tâm linh được hợp lại ở Mỹ vào đầu thế kỷ 19. New Thought có trước "tư tưởng cổ đại", trí tuệ và triết học tích lũy từ nhiều nguồn gốc khác nhau, chẳng hạn như các nền văn hóa Hy Lạp, La Mã, Ai Cập, Trung Quốc, Đạo giáo, Vệ Đà, Hồi giáo, Ấn Độ giáo và Phật giáo và các hệ thống tín ngưỡng liên quan của chúng, chủ yếu liên quan đến sự tương tác giữa tư tưởng, niềm tin, ý thức trong tâm trí con người và tác động của những điều này trong và ngoài tâm trí con người.
Dù đã có nhiều nhà lãnh đạo và nhiều nhánh khác nhau của triết lý New Thought, nhưng nguồn gốc của New Thought thường được bắt nguồn từ Phineas Quimby, hoặc thậm chí xa xôi như Franz Mesmer. Nhiều nhóm trong số này được hợp nhất thành Liên minh New Thought Quốc tế. Phong trào New Thought đương đại là một nhóm đồng minh lỏng lẻo của các giáo phái tôn giáo, tác giả, triết gia và cá nhân có chung niềm tin về siêu hình học, tư duy tích cực, luật hấp dẫn, chữa lành, sinh lực, hình dung hóa sáng tạo và sức mạnh cá nhân.
New Thought cho rằng Trí thông minh Vô hạn, hay Thượng đế, có mặt ở khắp mọi nơi, tâm linh là tổng thể của những thứ có thật, bản ngã thực sự của con người là linh thiêng, tư tưởng thần thánh là sức mạnh cho điều tốt, bệnh tật bắt nguồn từ tâm trí, và "suy nghĩ đúng đắn" có tác dụng chữa bệnh. Mặc dù New Thought không phải là nguyên khối hay học thuyết, nói chung, những người theo New Thought ngày nay có chung một số niềm tin cốt lõi:
1. Thượng đế hay Trí thông minh vô hạn là "tối cao, phổ quát và vĩnh cửu";
2. thần thánh ở trong mỗi người, rằng tất cả mọi người đều là những sinh thể thiêng liêng;
3. "nguyên tắc tâm linh cao nhất [là] yêu thương nhau vô điều kiện... và dạy dỗ và chữa lành lẫn nhau"; và
4. "trạng thái tinh thần của chúng ta được chuyển sang biểu hiện và trở thành kinh nghiệm của chúng ta trong cuộc sống hàng ngày".[5][6]

William James sử dụng thuật ngữ "New Thought" đồng nghĩa với "Phong trào chữa bệnh bằng tâm trí", trong đó ông bao gồm nhiều giáo phái có nguồn gốc đa dạng, chẳng hạn như chủ nghĩa duy tâm và Ấn Độ giáo.
Các hoạt động giáo dục và xuất bản New Thought tiếp cận khoảng 2,5 triệu người hàng năm. Giáo phái định hướng Tư tưởng Mới lớn nhất là Seicho-no-Ie của Nhật Bản. Các hệ thống tín ngưỡng khác trong phong trào New Thought bao gồm Jewish Science, Religious Science, Centers for Spiritual Living và Unity. Religious Science hoạt động dưới ba tổ chức chính: Centers for Spiritual Living; Affiliated New Thought Network; và Global Religious Science Ministries. Ernest Holmes, người sáng lập Religious Science, đã tuyên bố rằng Religious Science không dựa trên bất kỳ "thẩm quyền" nào của các tín ngưỡng từng được gầy dựng trước đây, mà dựa trên "những gì nó có thể đạt được" cho những người thực hành nó. The Science of Mind, do Ernest Holmes làm chủ, trong khi dựa trên triết lý “cởi mở hàng đầu”, tập trung sâu rộng vào những lời dạy của Chúa Giê-xu.
Unity, do Charles và Myrtle Fillmore thành lập, tự nhận mình là "New Thought của Kitô giáo", tập trung vào "chủ nghĩa duy tâm Kitô giáo", với Kinh thánh là một trong những văn bản chính của nó, mặc dù không được giải thích theo nghĩa đen. Bản kinh cốt lõi khác là Lessons in Truth (Bài học về Sự thật) của H. Emilie Cady. Universal Foundation for Better Living, hoặc UFBL, được Johnnie Colemon lập nên vào năm 1974 ở Chicago, Illinois sau khi ly khai khỏi tổ chức Unity Church vì "phân biệt chủng tộc trắng trợn".